# Lac Victoria
Pour les articles homonymes, voir Victoria.
 (novembre 2017).
Si vous disposez d'ouvrages ou d'articles de référence ou si vous connaissez des sites web de qualité traitant du thème abordé ici, merci de compléter l'article en donnant les références utiles à sa vérifiabilité et en les liant à la section « Notes et références ».
Le lac Victoria ou Nyanza (encore appelé lac Ukéréoué — Ukerewe — ou Nalubaale) avec une superficie de 68 100 km2, est le plus grand lac d'Afrique et le troisième au monde. Il doit son nom occidental à l'explorateur britannique Speke qui fut en 1858 le premier Européen à l'atteindre, et qui le baptisa en l'honneur de la reine Victoria. Situé en Afrique de l'Est, au cœur d'une zone densément peuplée, il est bordé par le Kenya au nord-est, l'Ouganda au nord et au nord-ouest et la Tanzanie au sud, sud-ouest et sud-est. Occupant une dépression encadrée par les deux branches de la vallée du Grand Rift, il est la source du Nil Blanc, le plus long affluent du Nil.
Traversé par l'équateur, le lac Victoria est peuplé d'une faune et d'une flore tropicale variée mais menacée par la surexploitation des ressources naturelles et la destruction des milieux.

## Géographie

### Topographie
Le lac Victoria se situe en Afrique de l'Est, au cœur des Grands Lacs africains ; il est traversé par l'équateur au nord. Ses États riverains sont le Kenya au nord-est, l'Ouganda au nord et au nord-ouest et la Tanzanie au sud. D'assez faible profondeur (40 m en moyenne, 83 m au maximum) et situé à 1 133 m d'altitude, le lac occupe une dépression formée par des mouvements tectoniques et encadrée par les deux branches de la vallée du Grand Rift formé il y a quatre millions d'années.
De forme vaguement rectangulaire avec 320 km de longueur (du nord au sud) et 275 km de largeur (d'est en ouest), le lac possède des rives très découpées formant de nombreuses péninsules, presqu'îles, baies, caps et plus de 3 000 îles,[réf. nécessaire] la plupart inhabitées.

### Géologie

Le lac Victoria entre les deux branches de la vallée du Grand Rift.

Il y a quatre millions d'années, le rift Est-Africain commence à se constituer par le jeu de failles normales qui forment des horsts et des grabens organisés sur deux axes parallèles. Le léger soulèvement des bords de ces rifts provoque la formation d'une dépression peu marquée dans les terrains précambriens érodés situés entre eux. Certains cours d'eau, capturés par cette cuvette, ont alors commencé à la remplir entre 750 000 et 400 000 ans, donnant naissance au lac Victoria. La faible profondeur du lac et son fort rapport surface/volume le rendent vulnérable aux changements climatiques. Les carottages géologiques réalisés dans les sédiments ont montré que le lac Victoria s'est asséché au moins trois fois depuis sa formation. Ces cycles d'assèchement sont probablement liés aux glaciations durant lesquelles les précipitations ont globalement diminué. Le dernier assèchement du lac remonte à 17 300 ans et son dernier remplissage à 14 700 ans.

### Climat et hydrologie

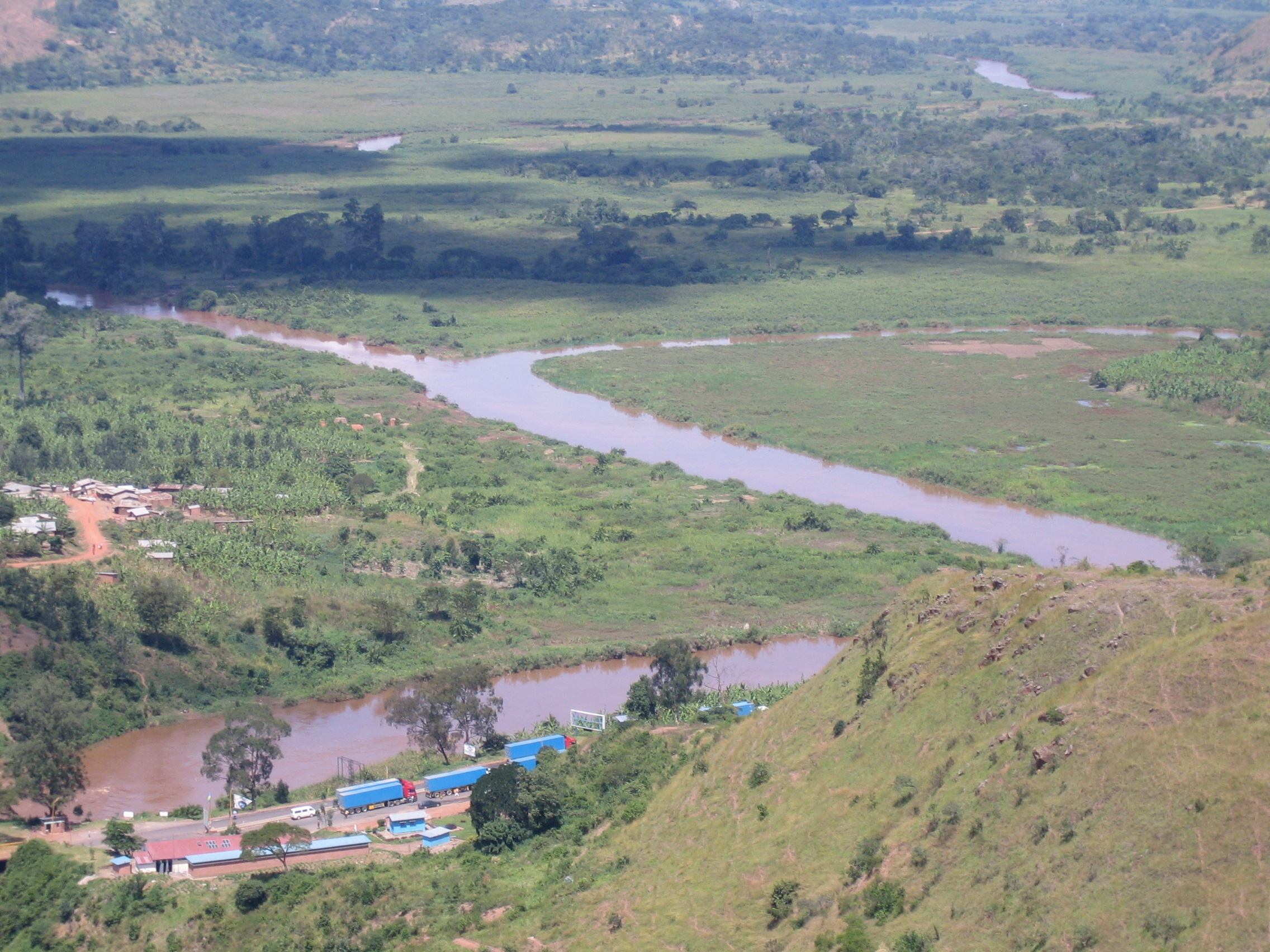
La rivière Kagera, affluent du lac Victoria.

Le lac Victoria est soumis à un climat tropical dont les températures sont fortement modérées par l'altitude. Ainsi les températures locales oscillent entre 16 °C et 27 °C. La ville de Kampala (capitale de l'Ouganda), au bord du lac, a une température annuelle moyenne de 22,7 °C, ce qui est modéré pour une région équatoriale et s'explique par l'altitude des vastes plateaux d'Afrique de l'Est où le lac est située. De mai à juillet, les vents du sud provoquent des déplacements de la masse d'eau vers le nord. Les pluies sont réparties tout au long de l'année mais deux périodes plus humides se distinguent en avril et en septembre-octobre. La moyenne annuelle des précipitations est de 1 450 millimètres.
Le bassin versant voit une multitude de cours d'eau, dont le plus important est la Kagera venant de Tanzanie, se jeter dans le lac. D'autres viennent du Burundi, du Rwanda et du Kenya. L'émissaire du lac Victoria, le Nil Blanc (Bahr-el-Abiad), s'écoule, d'Ouganda, où il franchit rapidement les chutes Owen, vers le nord pour se jeter dans le lac Kyoga puis le lac Albert et enfin le Nil. La portion du Nil Blanc située entre le lac Victoria et le lac Kyoga est aussi appelée Nil Victoria et serait née entre 12 000 et 14 000 ans av. J.-C. Les affluents, dont le débit varie beaucoup au cours des saisons, fournissent moins de 20 % des eaux du lac, le reste provenant des pluies. Les pertes sont en partie dues au débit sortant du Nil Blanc mais aussi à l'évaporation (variable selon les saisons et le vent) qui représente une perte de 31 à 124 millimètres par mois.

Variation du niveau du lac Victoria mesurée à Jinja.

Jusque dans les années 1960, le lac Victoria était assez bien équilibré au niveau hydrologique et ne subissait pas de fortes variations de niveau. En 1962, le niveau est brusquement monté à la suite de fortes pluies et s'est maintenu par la suite, bien que présentant une légère diminution. À partir de 2004, un changement important s'est amorcé avec une diminution du niveau du lac de deux mètres en deux ans. La cause de cette baisse serait le manque de pluies qui agit aussi bien directement sur le lac que sur les apports des affluents.

## Biodiversité

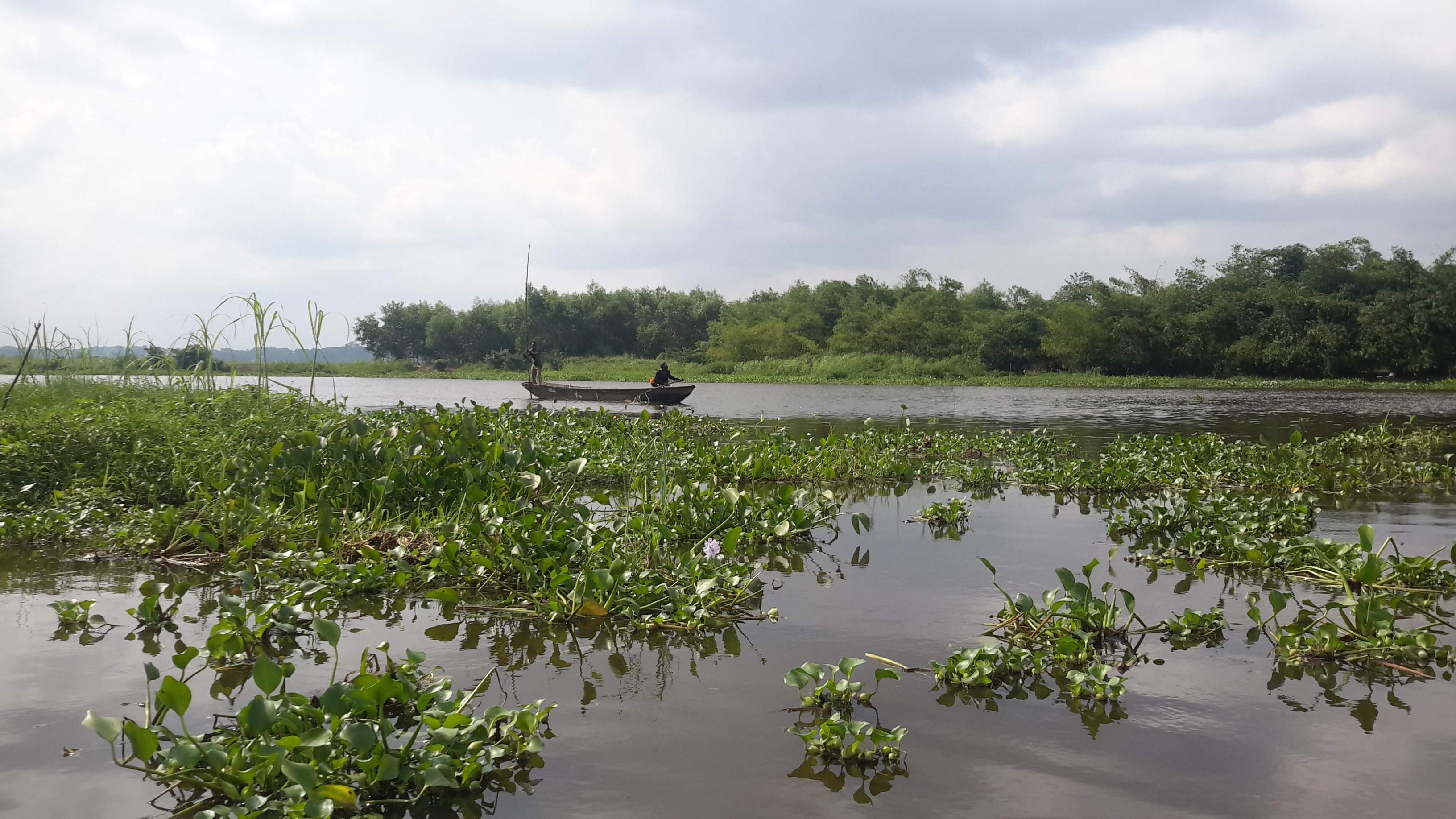
Des jacinthe d'eau sur un plan d'eau.

Il y a 14 000 ans, après le remplissage du lac, la faune aquatique des rivières a colonisé le lac Victoria. Ayant soudainement accès à un habitat vierge, les espèces se sont diversifiées, occupant toutes les niches écologiques. C'est ainsi que sont apparues, selon la théorie actuelle, les nombreuses espèces endémiques d'haplochromis. Après l'introduction de la perche du Nil, l'eutrophisation de l'eau et l'invasion par la jacinthe d'eau, cette biodiversité a fortement diminué. Il semble cependant que certains haplochromis commencent à s'adapter à ces nouvelles conditions, notamment en modifiant leurs habitudes alimentaires.

### Faune

#### Mammifères

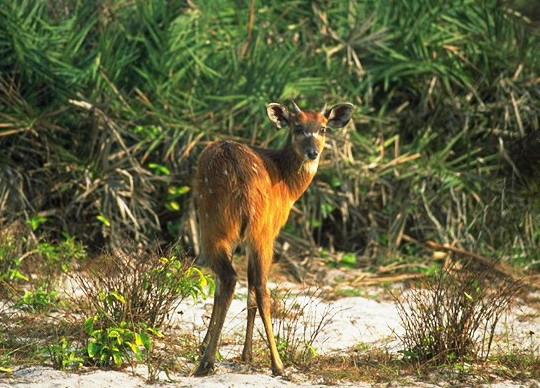
Antilope sitatunga.

Dans les marais à papyrus, l'antilope sitatunga (Tragelaphus spekeii), aux sabots longs et fendus adaptés à la marche en terrain marécageux, peut encore être rencontrée bien que devenue rare. Une autre antilope, le grand cobe des roseaux (Redunca redunca), peut elle aussi être aperçue sur les rives. En ce qui concerne les mammifères plus adaptés au mode de vie aquatique, l'hippopotame (Hippopotamus amphibius) et la loutre à joues blanches (Aonyx capensis) sont courants.
Dans certaines zones autour du lac, on peut aussi apercevoir des impalas (Aepyceros melampus), mammifère ressemblant à une gazelle ou à une antilope, et des cobes à croissant (Kobus ellipsiprymnus), une grande antilope qui apprécie les zones humides.

#### Oiseaux

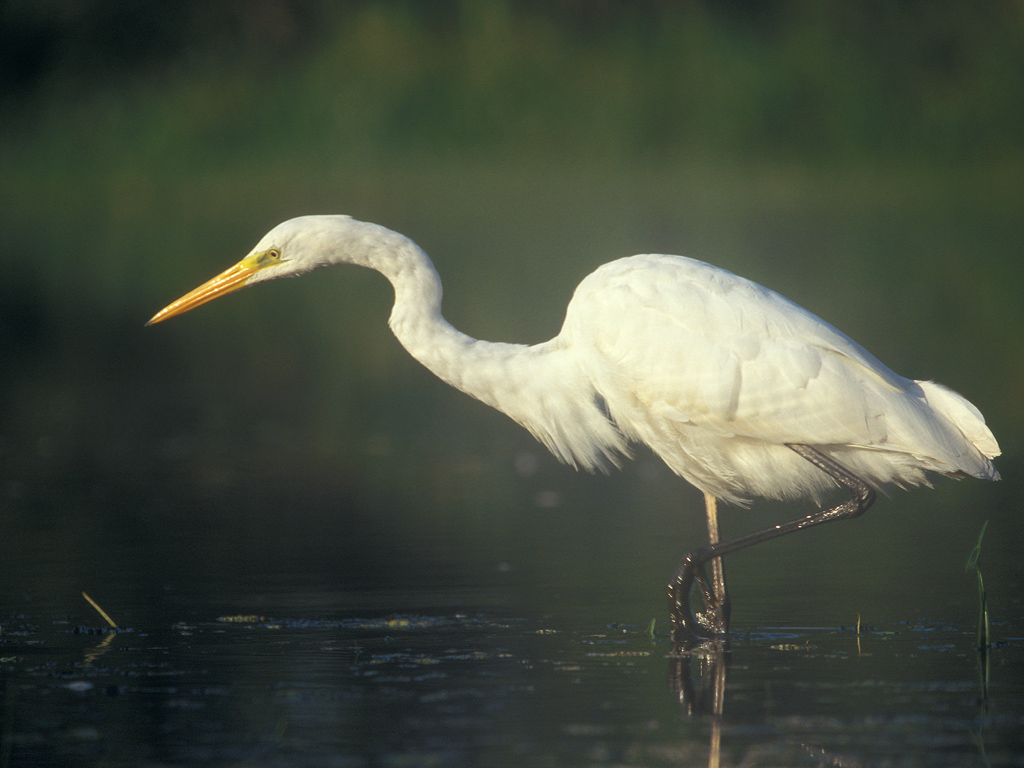
Grande aigrette.

Le lac Victoria est un lieu de passage de très nombreux oiseaux migrateurs mais c'est aussi le milieu de vie d'un grand nombre d'espèces résidentes. Dans les marais denses, de nombreux animaux trouvent abri et nourriture. C'est là que vit le bec-en-sabot (Balaeniceps rex) qui se nourrit de poissons, de batraciens, de jeunes tortues et qui est actuellement classé comme espèce vulnérable. On y trouve aussi des oiseaux typiques des marécages à papyrus tel que le cisticole de Carruthers (Cisticola carruthersi), la rousserolle des cannes (Acrocephalus rufescens), le gobemouche des marais (Muscicapa aquatica), la bouscarle à ailes blanches (Bradypterus carpalis) et deux espèces menacées, le chloropète aquatique (Chloropeta gracilirostris) et le gonolek des papyrus (Laniarius mufumbiri).

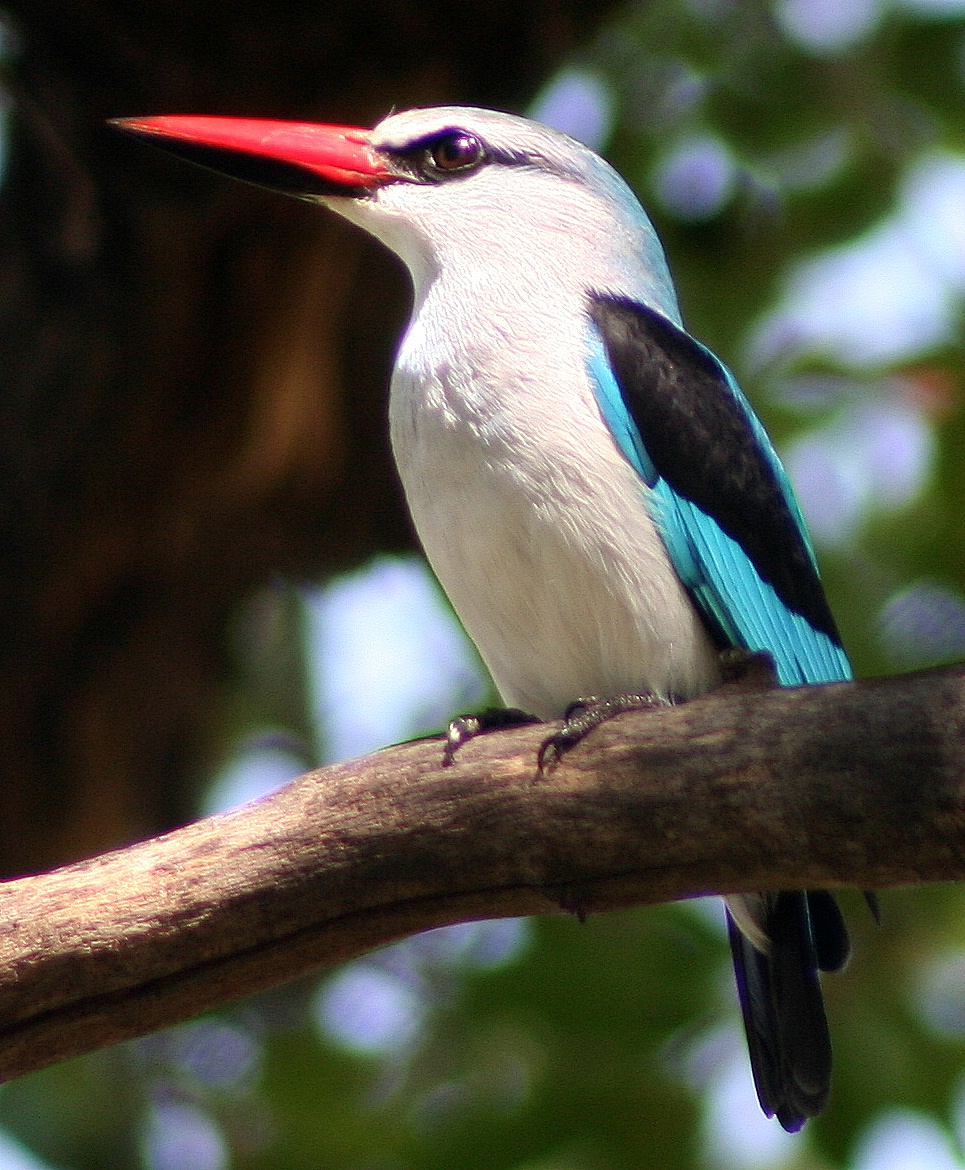
Martin-chasseur du Sénégal.

Dans les eaux plus libres, on peut rencontrer l'échasse blanche (Himantopus himantopus) mais aussi des cormorans (grand cormoran, Phalacrocorax carbo, et cormoran africain, Phalacrocorax africanus) ainsi que divers hérons (le crabier blanc Ardeola idae) et aigrettes (aigrette garzette, grande aigrette). La mouette à tête grise (Larus cirrocephalus) et la sterne Hansel (Sterna nilotica) se rencontreront souvent dans les zones d'eau libre plus éloignées de la rive.
Dans la savane arborée qui entoure le lac, on peut observer le martin-chasseur du Sénégal (Halcyon senegalensis), oiseau très coloré appartenant à la même famille que les martins-pêcheurs. Près de la rive, on peut parfois apercevoir l'œdicnème vermiculé (Burhinus vermiculatus) ou bien le barbican guifsobalito (Lybius guifsobalito), oiseau noir à gorge rouge intense, ou bien encore divers souïmangas, oiseaux nectarivores à ne pas confondre avec des oiseaux-mouches, dont le souimanga à ceinture rouge (Nectarinia erythrocerca). L'autour unibande (Kaupifalco monogrammicus), rapace amateur de lézards, de serpents, de petits mammifères et de jeunes oiseaux, est souvent observé dans ce biotope.

#### Reptiles et batraciens

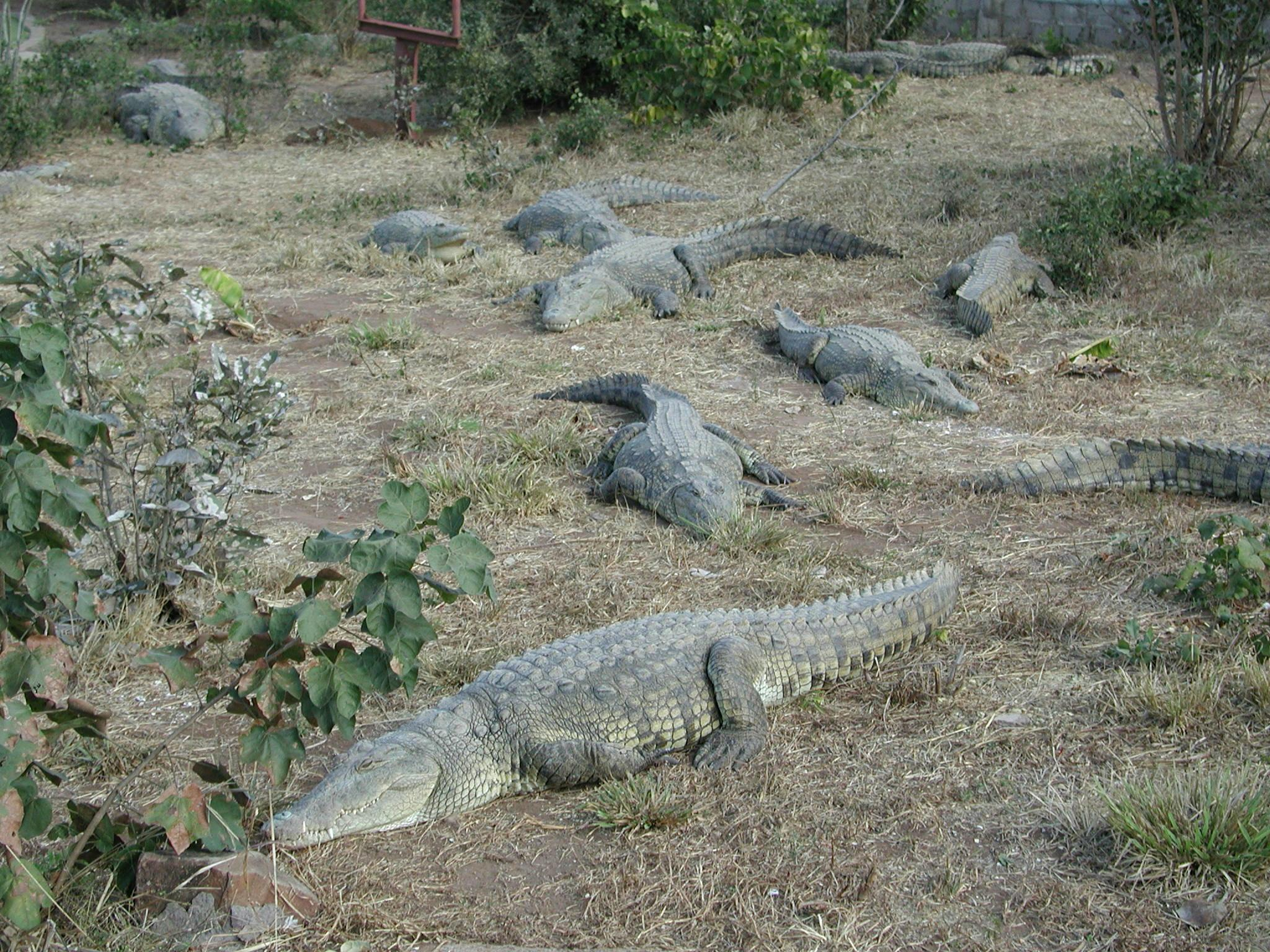
Crocodiles du Nil.

Le crocodile du Nil (Crocodylus niloticus) a presque disparu de cette région d'Afrique. Il est essentiellement victime de la chasse faite pour obtenir sa peau. Il se nourrit de proies vivantes comme des oiseaux, des lézards, des tortues, des insectes, des crustacés, des mollusques et des batraciens.
Au lac Victoria, la ponte a lieu à la fin décembre et en janvier, à la saison sèche lorsque les eaux baissent. Les œufs sont déposés dans le sable où ils incubent pendant trois mois.
Le lac abrite plusieurs espèces de tortues d'eau douce endémiques comme Pelusios williamsi. Les varans du Nil (Varanus niloticus), qui subissent la prédation du crocodile, n'hésitent pas en retour à piller le nid de ce dernier. Dans ces zones vivent également des batraciens, notamment une espèce endémique : Xenopus victoriae.

#### Poissons

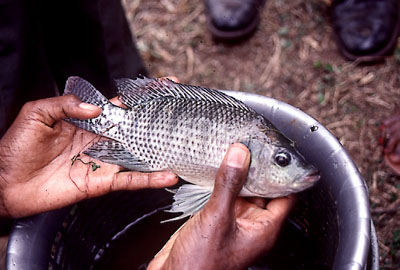
Le tilapia du Nil, une espèce introduite.

Le lac Victoria contient environ 450 espèces de poissons dont 300 endémiques appartenant au genre Haplochromis et deux espèces endémiques de tilapias appartenant au genre Oreochromis (Oreochromis esculentus et Oreochromis variabilis). Les Haplochromis du lac Victoria regroupent plusieurs espèces mais aussi plusieurs genres. (Astatotilapia, Astatoreochromis, Harpagochromis, Paralabidochromis, Prognathochromis, etc.).
La perche du Nil (Lates niloticus) ou Capitaine et le tilapia du Nil (Oreochromis niloticus) ont été introduits dans le lac par l'Homme. Il existe aussi une espèce de protoptère, ou dipneuste africain (Protopterus aethiopicus), poisson pulmoné obligé de respirer régulièrement à la surface. Depuis l'introduction de la perche du Nil dans les années 1950 par les colons britanniques, plus de 200 espèces endémiques d’Haplochromis (famille des chichlidés) ainsi que l’Oreochromis esculentus ont disparu et de nombreuses espèces sont menacées comme le protoptère qui semble même en voie de disparition.

#### Insectes

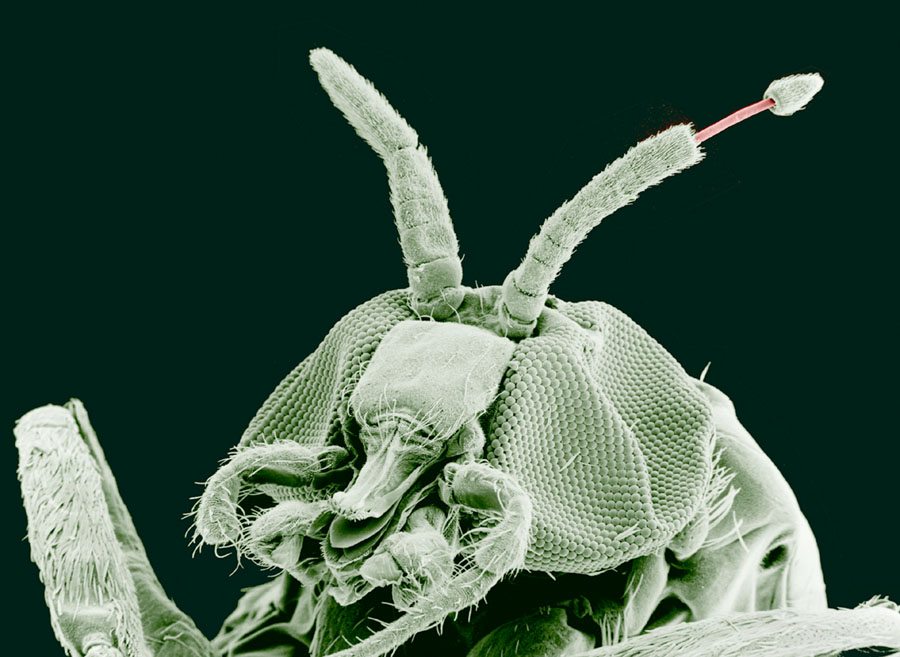
Tête de simulie présentant un parasite Onchocerca volvulus sortant au niveau de l'antenne gauche.

Les eaux du lac Victoria sont colonisées par des insectes aquatiques, les notonectes entre autres, et par de nombreuses larves d'insectes. On assiste périodiquement au-dessus des eaux du lac à l'apparition de véritables nuages d'insectes. Ces derniers se forment lorsque les nymphes de certaines espèces (trichoptères, Chaoborus, Simuliidae, éphémères, odonates, chironomes, moustiques, etc.) se transforment en adultes et prennent leur envol. La majorité sont inoffensifs mais peuvent être gênants pour les habitants du voisinage.
Certains moustiques peuvent transmettre des maladies telles que la malaria, la fièvre à chikungunya et la fièvre jaune. Sur les rives, des rassemblements périodiques de têtes de bétail attirent la glossine, ou mouche tsé-tsé, capable de transmettre la maladie du sommeil dont le responsable est le trypanosome (protozoaire). Les simulies peuvent aussi transmettre des maladies due à un nématode parasite (onchocercose, filariose). Chaque année, la saison des pluies attire des nuées de milliards de chaoborus edulis avec lesquelles les Kavirondos confectionnent le gâteau de mouches.

#### Autres arthropodes

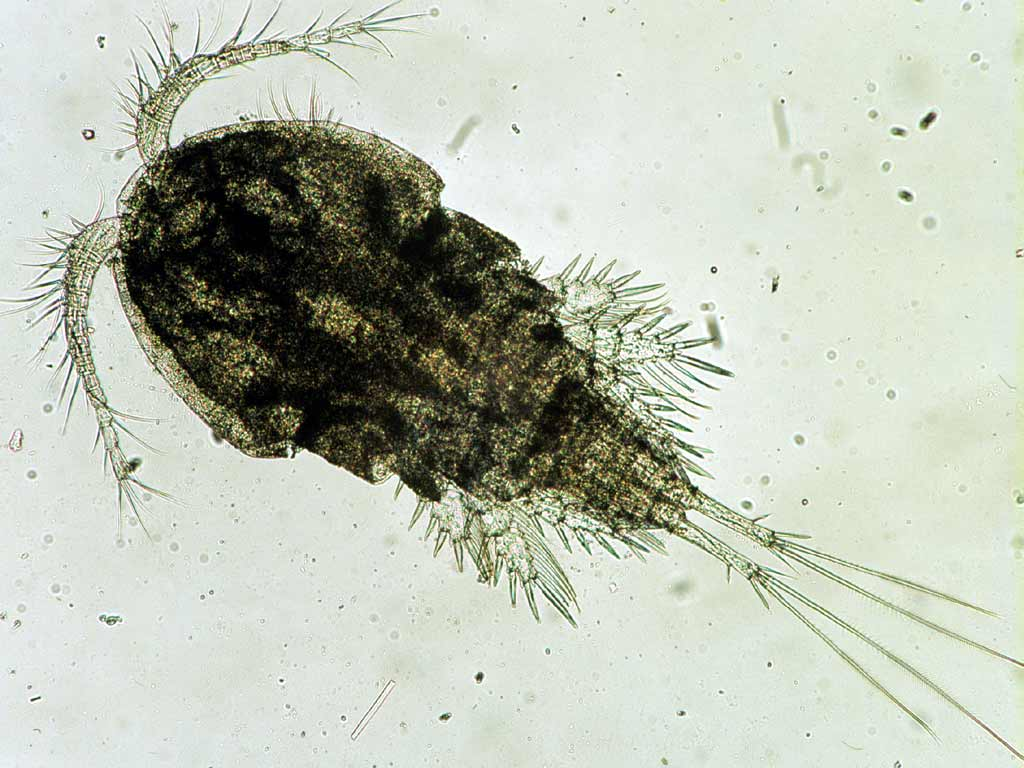
Copépode du genre Cyclops.

Les crustacés sont nombreux dans le lac Victoria. On trouve de nombreuses espèces de copépodes (Cyclops, Diaptomus, etc.), d'ostracodes et de cladocères (Daphnia, Bosmina, Leptodora, Chydorus, etc.). Il semble qu’il y ait eu un changement drastique dans les proportions d’espèces de crustacés formant le zooplancton du lac Victoria au cours du XXe siècle.
Les espèces de copépodes de l'ordre des Cyclopoida ont augmenté de 8 % à 97 % de la biomasse entre 1927 et 1990 alors que les copépodes de l'ordre des Calanoida (comme Diaptomus) et les cladocères ont diminué de 50 et 40 % en 1927 jusqu’à 2 et 1 % en 1990. Cette modification est peut-être due davantage à l'eutrophisation des eaux qu'aux modifications de la faune prédatrice du lac.
On trouve aussi deux espèces de crustacés supérieurs endémiques de la région : une crevette (Caridina nilotica) et un crabe (Potamonautes niloticus).

#### Autres invertébrés
Les mollusques sont eux aussi nombreux avec 126 espèces et sous espèces dans le lac dont certaines sont endémiques : gastéropodes (Pila ovata, Bellamya unicolor, Biomphalaria glabrata, Melanoides tuberculatus) et lamellibranches (genres Pisidium, Mutella, Coelatura et Sphaerium).
Le lac Victoria héberge quelques espèces d'annélides, de sangsues et d'oligochètes (comme Alma emini) et des rotifères (genres Brachionus et Anuraenopsis). Une méduse sendémique d’eau douce, Limnocnida victoriae, est également présente dans les zones littorales et des éponges (comme Spongilla nitens) dans les habitats rocheux.

### Flore

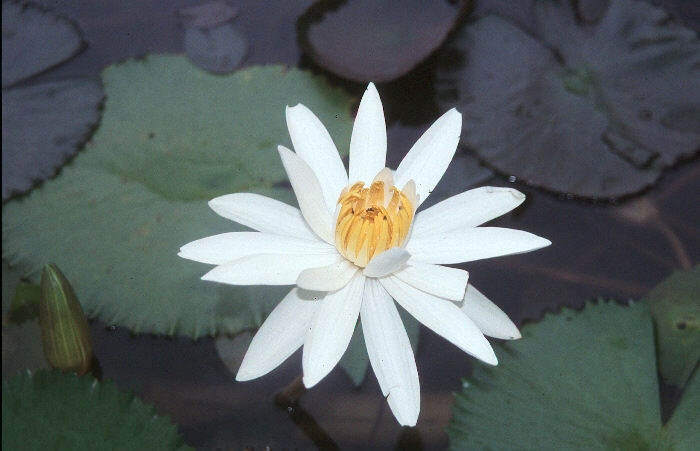
Nymphaea lotus.

La région du lac Victoria est actuellement occupée par des savanes boisées entrecoupées de vastes étendues cultivées. Dans le Nord s'étendait jadis une grande forêt qui prolongeait celle du bassin du Congo mais il n'en reste plus que des lambeaux.

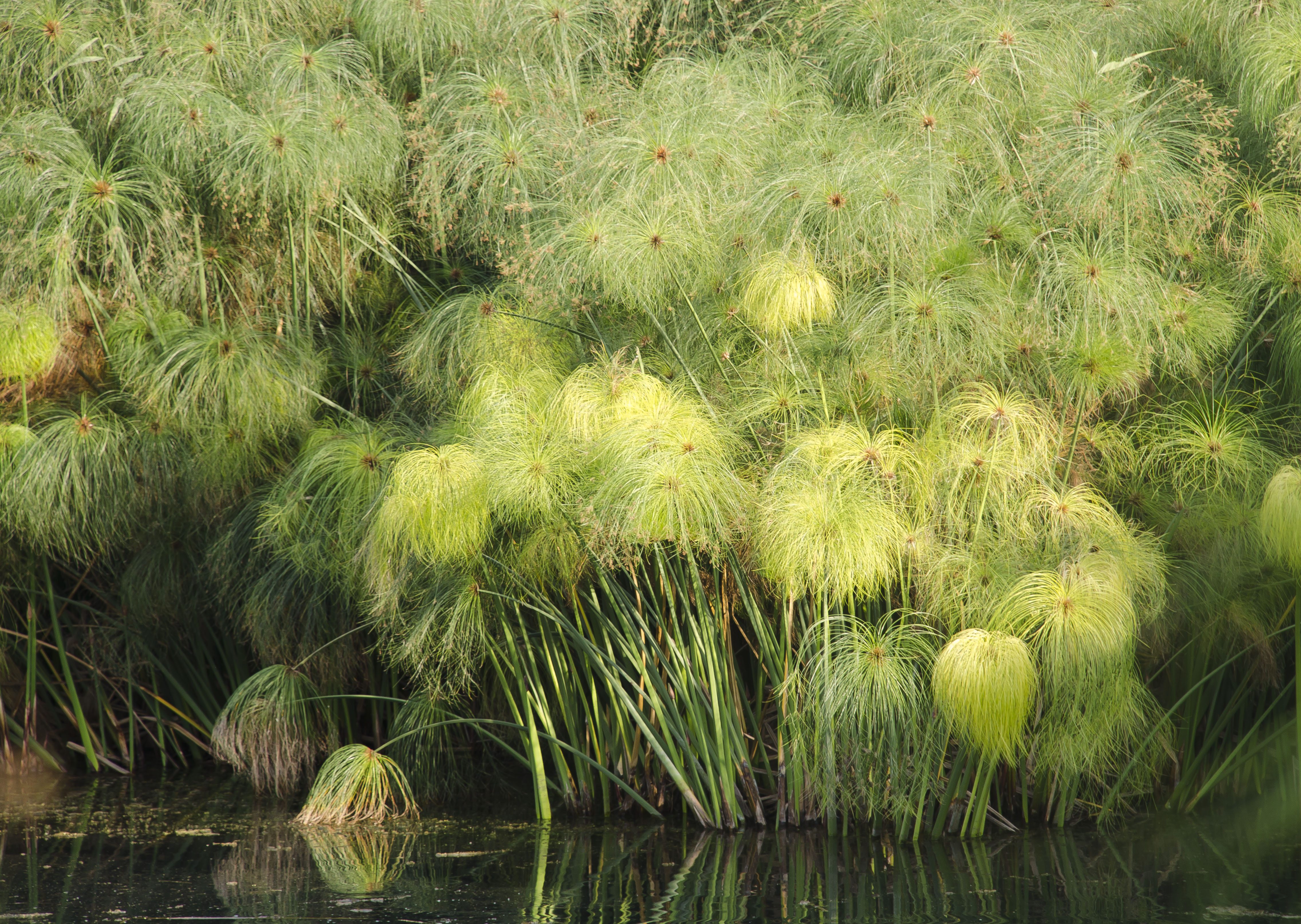
Papyrus.

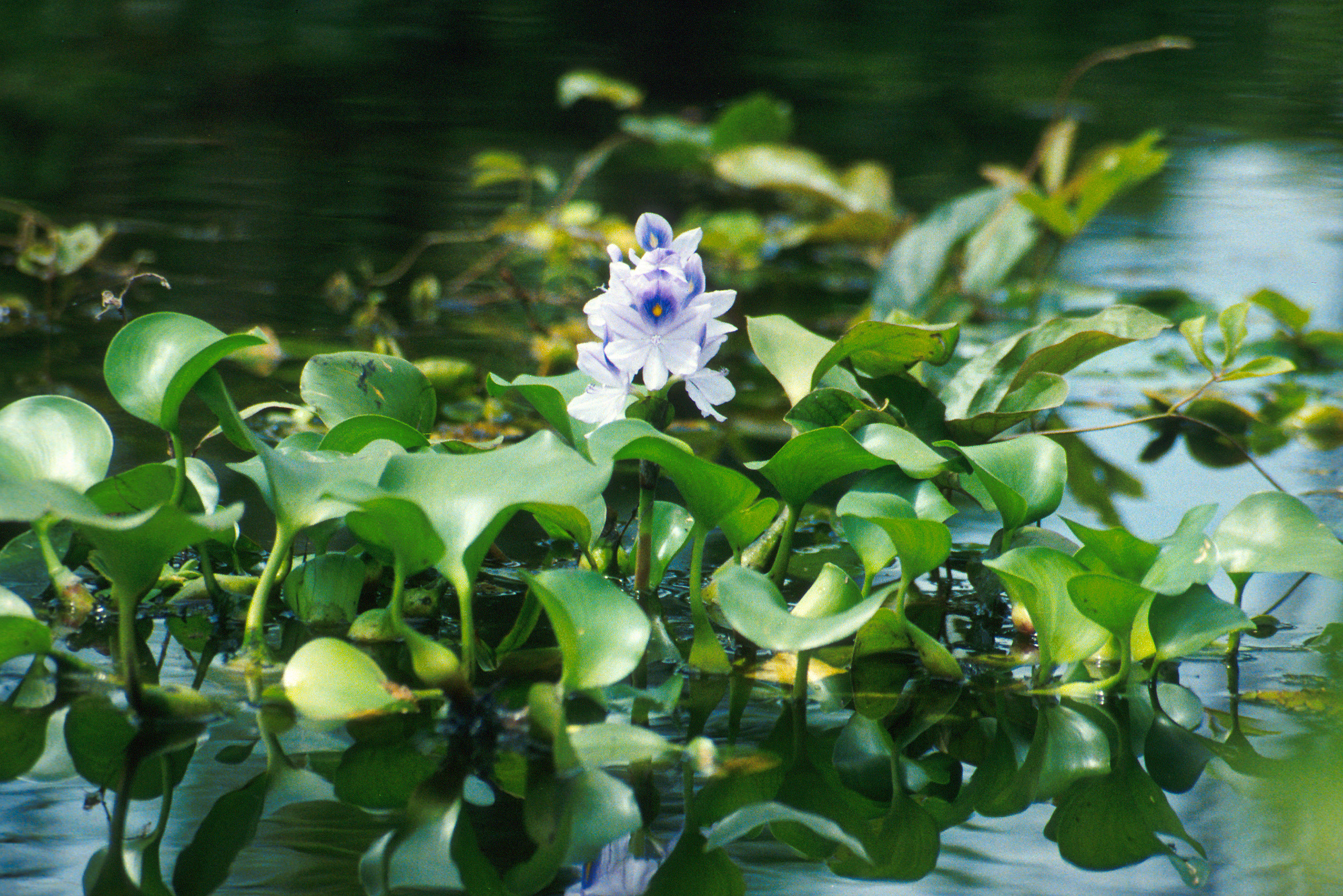
Jacinthe d'eau.

Dans les zones marécageuses, sur la rive ou à faible profondeur, on trouve différentes espèces comme des Poaceae (Miscanthus violaceus, Leersia hexandra), des sphaignes (genre Sphagnum), une Melastomataceae (Dissotis brazzaei), des roseaux du genre Phragmites, des massettes (genre Typha), des potamots (genre Potamogeton) et des nénuphars (Nymphaea caerulea, Nymphaea lotus).
Le long des berges, à l'abri des vagues, se dresse une importante végétation qui pénètre jusque dans l'embouchure de certains affluents. On trouve parmi ces plantes le papyrus (Cyperus papyrus), qui atteint quatre à cinq mètres de hauteur. Il s'agit du papyrus qui poussait le long du Nil en Égypte il y a quelques milliers d'années, mais il a aujourd'hui disparu de ce pays. On le trouve encore au Soudan du Sud et autour du lac Victoria où il couvre de grandes étendues. On peut aussi trouver dans les mêmes zones des fougères (Cyclosorus interruptus var. striatus), des ficus (comme Ficus verruculosa) et des plantes de la famille des Limnophyton (Limnophyton obtusifolium).
Dans les zones calmes on trouve des végétaux aquatiques comme l'utriculaire (genre Utricularia), des Hydrocharitaceae (Hydrilla verticillata, genre Vallisneria), la mâcre nageante ou châtaigne d'eau (Trapa natans) dont le fruit est comestible, une Poaceae appelée hippo grass, soit « herbe à hippopotame » (Vossia cuspidata) et des plantes du genre Ceratophyllum. Toutes contribuent à créer des habitats pour de nombreux petits animaux. La pistie ou laitue d'eau (Pistia stratiotes) semble avoir disparu à cause de la prolifération d'un autre végétal, la jacinthe d'eau (Eichornia crassipes).

### Écologie
Le lac subit un phénomène d'eutrophisation important et d'origine humaine. Par exemple, le taux de phosphore a doublé au cours du XXe siècle. Cette augmentation est en grande partie due au rejet des déchets de dépeçage de la perche du Nil, effectué sur les rives du lac, ainsi qu'à une action conjuguée de la surpopulation (aussi bien au niveau des humains que des animaux domestiques) et de la déforestation. Ce phénomène est sans doute à l'origine de l'explosion démographique des bactéries du type Cyanobacteria dont la population a été multipliée par sept depuis la seconde moitié des années 1960. Ces bactéries ont commencé à former de grandes étendues à la surface du lac dans les années 1980 et peuvent causer la mort des poissons par consommation du dioxygène lors de leur décomposition.
Depuis plusieurs années (1980 en Ouganda et 1990 au Kenya), le lac subit un envahissement massif de la Jacinthe d'eau (Eichornia crassipes), une plante aquatique originaire d'Amérique tropicale. Cette plante bloque la progression des bateaux, gêne la pêche et la production d'énergie hydroélectrique, pollue l'eau de boisson et provoque la disparition de la faune dans certaines zones. Elle gêne en effet le passage de la lumière, empêchant le développement d'algues vertes dont se nourrissent certaines espèces de poissons, empêche l'oxygénation de l'eau de surface et sa décomposition consomme une telle quantité de dioxygène que le milieu devient rapidement anoxique.
Un programme d'élimination de la plante est en cours, faisant intervenir essentiellement un ramassage de celle-ci et une tentative d'introduction de charançons (Neochetina eichhorniae et Neochetina brushi) se nourrissant de jacinthe d'eau. En 1995, 90 % de la côte de l'Ouganda était couverte par la plante mais la lutte contre elle commence à porter ses fruits. S'il est possible d'atteindre un équilibre, cette plante pourrait se montrer utile car elle est capable de métaboliser le phosphore en excès. De plus, du fait de la faible teneur de l'eau en dioxygène au niveau de ses racines, elle tient à distance la perche du Nil. On a ainsi rencontré parmi les racines de jacinthe d'eau, en bordure des eaux libres, des espèces de poissons considérées disparues ou en danger qui, moins exigeantes en dioxygène, trouvent là un refuge. Mais quand on s'enfonce dans la densité du tapis végétal, le milieu devient anoxique et toute vie disparaît.

## Histoire
Les éléments historiques datant de la période antérieure à la découverte européenne du lac sont difficiles à retracer faute de sources scripturales. On peut se baser, pour l'étude des « siècles obscurs », sur la recherche archéologique, l'étude linguistique et génétique des occupants actuels de la région et en ce qui concerne la période postérieure au XVIe siècle, sur les traditions orales retraçant le passé des divers royaumes lacustres qui se sont établis à partir de cette époque. L'historiographie de la région nous renseigne sur les tournants très idéologiques et ethnicistes qu'a pu prendre l'histoire dans la région avec en ligne de fond une différenciation assez artificielle entre deux types de populations, les éleveurs « nilo-hamitiques » opposés aux « agriculteurs bantous », avec les conséquences absolument dramatiques que l'on sait en ce qui concerne le Rwanda[réf. nécessaire].

### Préhistoire
La palynologie nous apprend qu'entre le IIe et le Ier millénaire av. J.-C., les arbres et les roseaux voient leur surface diminuer au profit des graminées. On explique ce fait par l'action conjuguée d'un dessèchement climatique qui survient à cette époque et par l'action de l'homme. Au début de l'ère chrétienne, on observe une présence humaine intense sur les îles du lac et dans la vallée de la Kagera. On associe cette population à l'âge du fer et on la caractérise par la production d'un type de céramique dit dimple base aux motifs géométriques particuliers appelé aussi Urewe du nom du site où il fut découvert sur la côte kényane du lac.

### Royaumes inter-lacustres
La première source d'information scripturale qui nous est connue sur le lac Victoria provient de marchands arabes traversant depuis la côte le plateau Est-africain à la recherche d'or, d'ivoire et d'esclaves. Al Idrissi est, vers 1160, le premier à avoir dressé une carte représentant clairement le lac et le représentant comme étant la source du Nil. À partir du XVIe siècle se développent dans la région des grands lacs des royaumes centralisés, plusieurs étant situés sur la rive Nord-Ouest du lac. Le royaume du Bouganda, avec à sa tête une lignée de souverains absolus dénommés kabakas, s'est démarqué des autres royaumes au fil du temps par sa puissance et a formé l'ossature de l'actuel Ouganda.

### Découverte européenne et colonisation

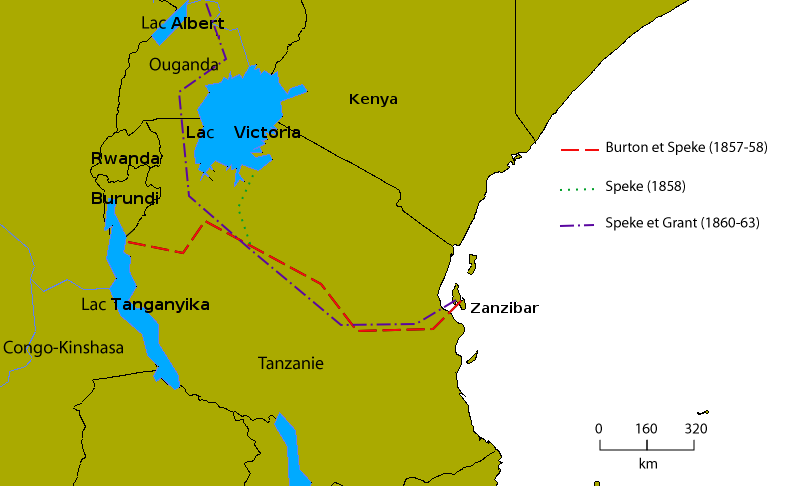
Découverte européenne du lac Victoria par Speke en 1858.

Les Européens découvrirent le lac en 1858 lorsque l'explorateur britannique John Hanning Speke atteignit la rive Sud du lac Nyanza. Il le rebaptisa alors du nom de la reine Victoria qui régnait à cette époque au Royaume-Uni et dans ses colonies. Le kabaka du Bouganda, Mutesa, accueillit favorablement les Européens et en 1890 signa un accord avec la British East Africa Company pour se prémunir des visées allemandes sur son royaume. À partir de ce moment se mit peu à peu en place une indirect rule anglaise dans la zone Nord du lac Victoria tandis que les Allemands menés par Emin Pasha colonisaient le territoire de l'Afrique orientale allemande comprenant la partie Sud du lac connue plus tard sous le nom de Tanganyika.
Le lac fut le théâtre d'affrontements navals durant la Première Guerre mondiale opposant Britanniques et Allemands. Le général allemand Lettow-Vorbek qui mena une guérilla efficace contre les forces de l'Alliance (Belgique, Portugal, Royaume-Uni) créa une petite force navale qui fut déployée sur le lac. En réaction, les Britanniques firent venir d'Angleterre des canonnières démontées et acheminées par voie ferrée jusqu'au lac afin d'en prendre le contrôle. Le 17 juillet 1916, ils capturèrent deux bateaux à vapeur allemands à Nyanza. Face à la disproportion des forces, les Allemands durent se retirer de cette zone.

## Démographie

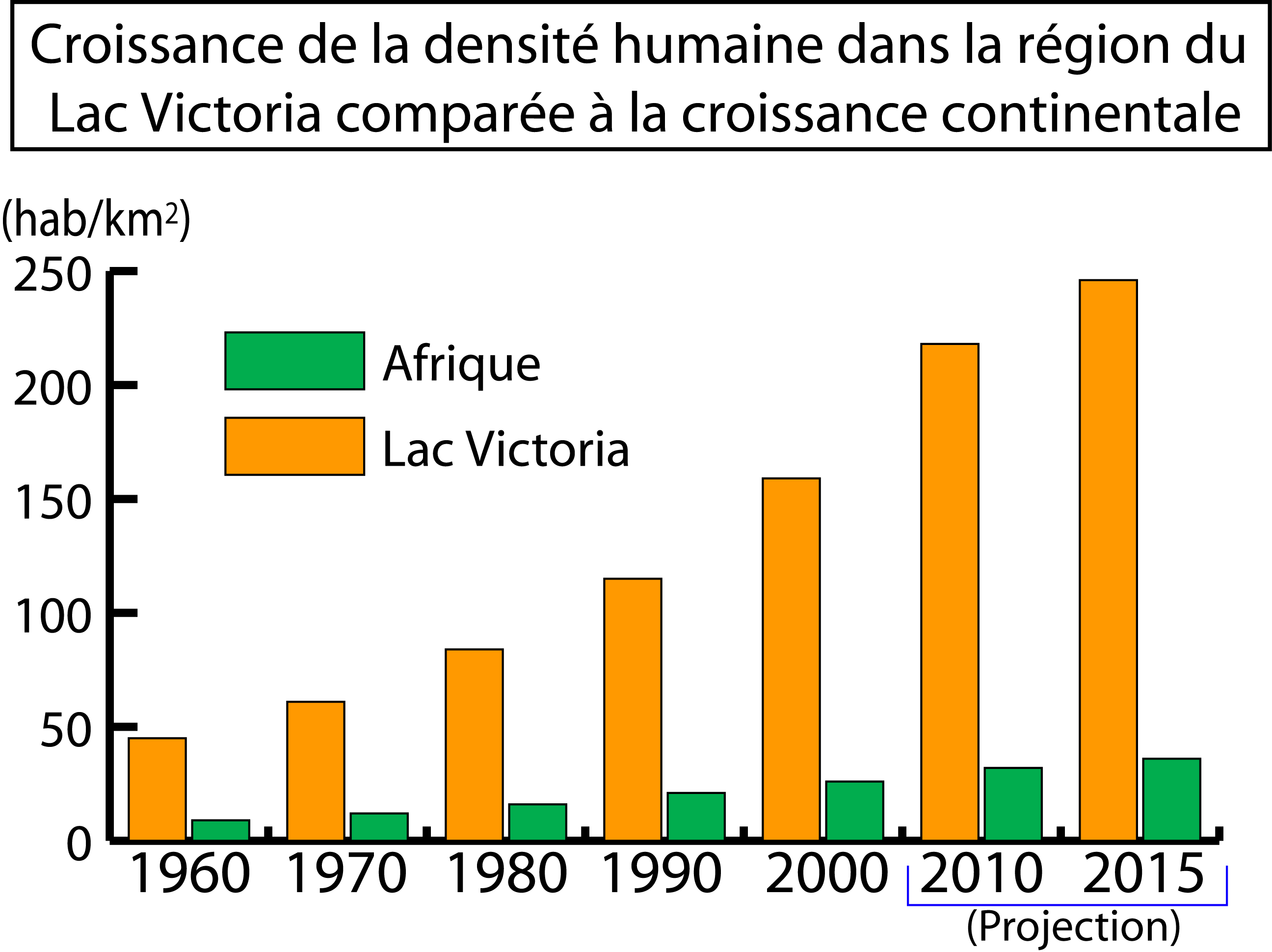
Densité humaine dans la région comparée à la croissance continentale.

Le lac Victoria est situé au cœur d'une dorsale de peuplement correspondant aux hautes terres africaines courant de l'Érythrée à l'Afrique du Sud en passant par le Rwanda et le Malawi.
Ses pourtours densément peuplés (246 hab./km2) contrastent avec les vides humains qui, en ce qui concerne la région du lac Victoria, correspondent à l'Ouest au bassin congolais et à l'Est au plateau steppique de l'Afrique orientale.

Langues locales des populations de la région du lac Victoria.

Les abords du lac forment par ailleurs une zone de contact entre populations de groupes linguistiques différents, d'une part les locuteurs de la famille nilo-saharienne qui peuplent le Soudan du Sud, le Nord du Kenya et de l'Ouganda et qui se retrouvent surtout dans la zone Nord-Est du lac (Luos, Kalenjins) et d'autre part les populations de langues bantoues peuplant toute l'Afrique australe et qui atteignent dans la zone du lac leur limite septentrionale (Ganda, Sukuma, Soga, Luhya, etc.).
Les riverains du lac se servent du swahili (langue de la famille bantou) et de l'anglais comme langues véhiculaires. Ils sont majoritairement de religion chrétienne, catholiques et protestants.

### Navigation

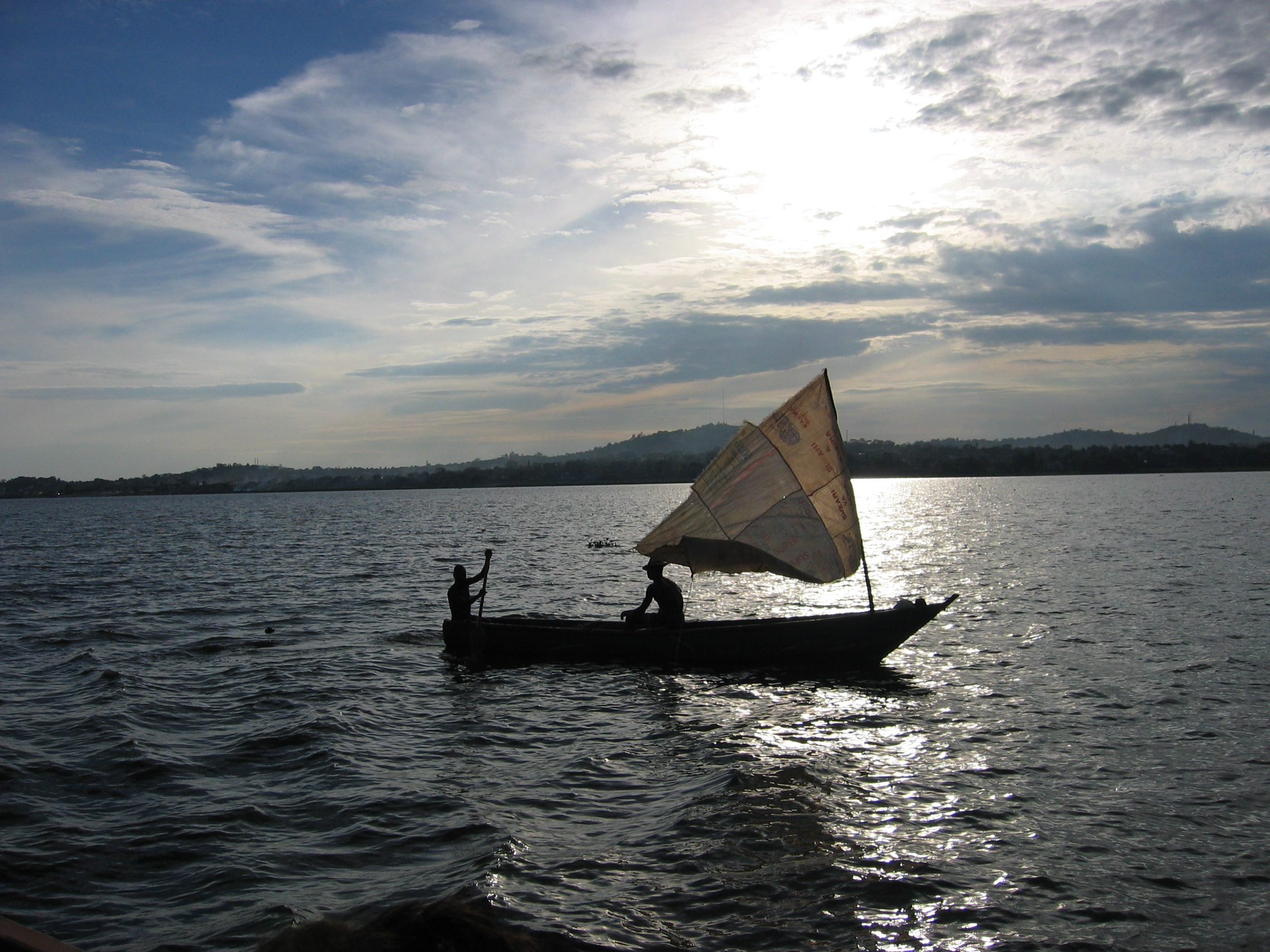
Embarcation sur le Lac.

Des ferries relient les principaux ports du lac Victoria, Kisumu, Mwanza, Bukoba, Entebbe, Port Bell et Jinja. Les premiers ont été construits au Royaume-Uni et mis en service au début du XXe siècle en prolongement de la ligne de chemin de fer reliant la ville côtière de Mombasa au Kenya à Kisumu au bord du lac. Ces ferries contribuent au désenclavement de la région des grands lacs. En 1996, un bateau à vapeur, le MV Bukoba naviguant entre Bukoba et Mwanza et se trouvant en surcharge de passagers a coulé, occasionnant la mort de centaines de personnes. Le 20 septembre 2018, le MV Nyerere assurant la liaison entre les îles d'Ukara et Oukéréoué fait naufrage, entraînant la mort de 227 passagers.

## Polémique politique
L'îlot de Migingo (0,011 km2) constitue, depuis juin 2004, un enjeu politique entre le Kenya et l'Ouganda. Alors que depuis 1926 (avec confirmation en 2009) l'île est, internationalement, considérée comme faisant partie du territoire kényan, l'État ougandais continue d'interdire aux pêcheurs kényans établis sur l'île d'exercer leur profession depuis ce lieu.

## Littérature
- Jules Verne, Cinq semaines en ballon (le chapitre XVIII est entièrement consacré au lac Victoria). C'est le premier titre de la collection Voyages extraordinaires en 1863.
- Les Enfants du faiseur de pluie d'Aniceti Kitereza, 1996 et Le Tueur de serpents, L'Harmattan/UNESCO 1999, traduits du swahili Bwana Myombekere na Bibi Bugonoka na Ntulanalwo na Bulihwali, Tanzania Publishing House, 1980 par Simon Baguma Mweze et Olivier Barlet. Ce roman fortement documentaire sur l'ancienne Afrique se situe sur l'Île Oukéréoué.

## Filmographie
Le lac Victoria a fait l'objet en 2004 d'un documentaire, Le Cauchemar de Darwin, qui a connu une large diffusion. Il tente de démontrer les conséquences possibles du déclin de la biodiversité du lac et du développement industriel de la pêche de la perche du Nil. Ce film est, selon son producteur et réalisateur Hubert Sauper, une allégorie de la mondialisation et de ses conséquences. Le scénario de ce documentaire reste néanmoins toujours à vérifier.